# Deopalpus scutellaris
Deopalpus scutellaris är en tvåvingeart som först beskrevs av Henry Jonathan Reinhard 1934.  Deopalpus scutellaris ingår i släktet Deopalpus och familjen parasitflugor.
Artens utbredningsområde är Kalifornien. Inga underarter finns listade i Catalogue of Life.